# Muhammed Yusuf
Ustaz Muhammed Yusuf, född 29 januari 1970 i Girgir, Yobe, död 30 juli 2009 i Maiduguri, Borno, var en nigeriansk sekt- och islamistledare.

## Biografi
Yusuf tillhörde landets överklass, avlade som ung en västerländsk universitetsexamen och talade engelska flytande. Men senare kom han att förkasta all västerländsk utbildning och vetenskap. Med hänvisning till Koranen förnekade han evolutionsläran och påstod att jorden är platt. Yusuf påstås ha fått sin religiösa skolning i Iran.
2002 grundade han en namnlös gruppering som av omgivningen blivit kallade Boko Haram ("Västerländsk utbildning är synd"), Al-Sunna wal Jamma ("Efterföljare av Muhammeds lära") eller "talibanerna". Yusuf sägs ha haft fyra hustrur.
Mohammed Yusuf byggde efter hand upp ett högkvarter i Maiduguri där han hade dussintals fordon, bland annat en terränggående Mercedes som han brukade köra runt i. Däremot uppmanade han sina anhängare att göra sig kvitt alla ägodelar.
Boko Haram attackerade i juli 2009 polisstationer och offentliga byggnader i flera städer i de fyra nordliga delstaterna Borno, Bauchi, Kano och Yobe. Nigerianska säkerhetsstyrkor inledde den 28 juli ett anfall mot gruppens högkvarter. Muhammed Yusuf lyckades först fly med 300 anhängare, men greps den 30 juli i en getfålla på en gård i Kernawa ägd av hans svärföräldrar. Senare under kvällen kom rapporter om att han dödats i ett polishäkte. Människorättsorganisationen Human Rights Watch betecknade detta som klandervärt och krävde en utredning av omständigheterna kring Yusufs död.